# Mader Heide

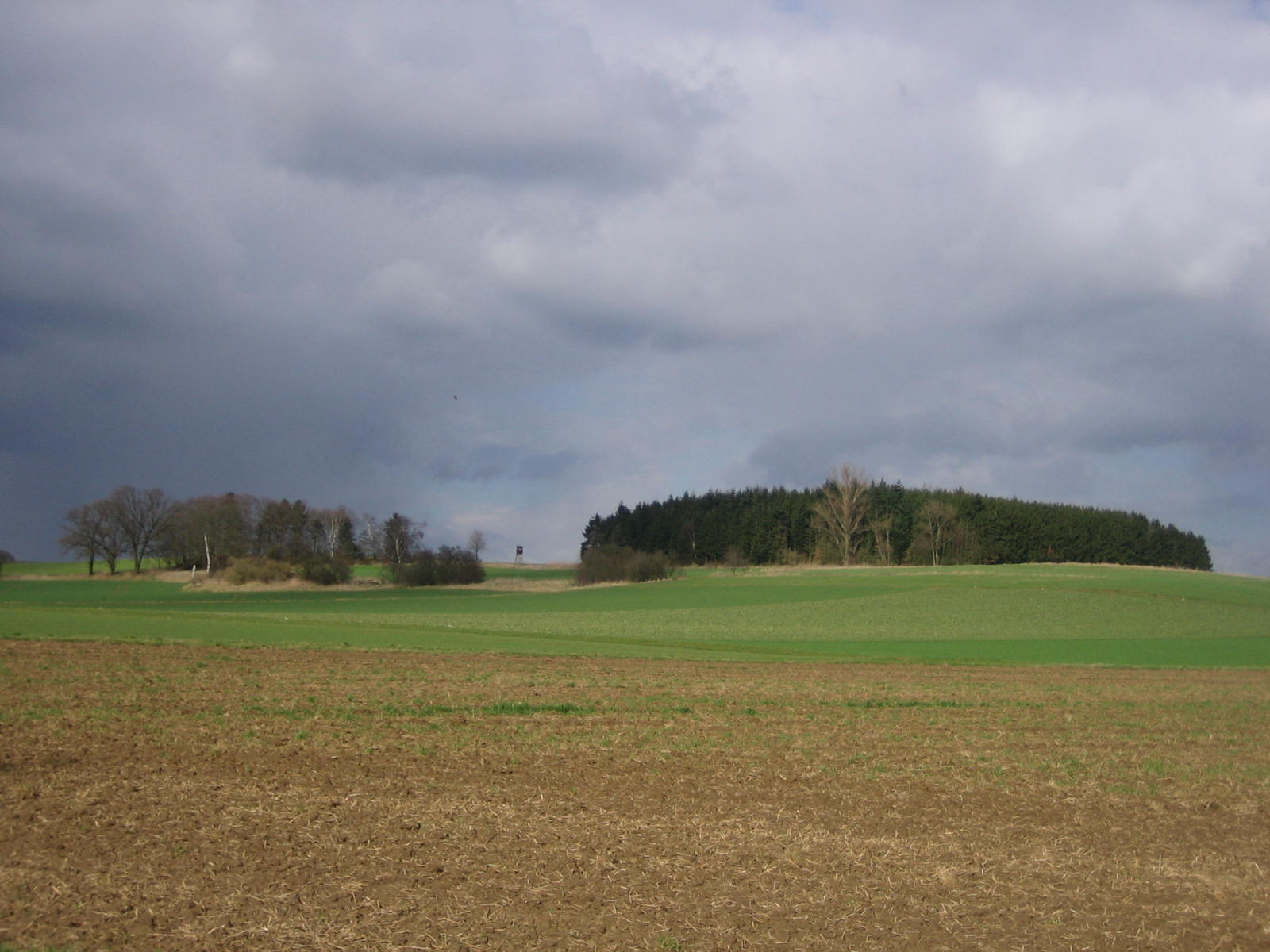
Mader Heide bei Gudensberg in Nordhessen

Die Mader Heide, auch Maderheide, unweit von Maden bei Gudensberg in Nordhessen war ein chattischer und ostfränkischer Versammlungs-, Gerichts- und Thingplatz sowie bis in die Neuzeit Versammlungsort der hessischen Landstände (Landtag).

## Geographische Lage
Die Mader Heide, seit Jahrhunderten landwirtschaftlich genutzt, ist Teil der Gudensberger Kuppenschwelle und liegt nordöstlich von Maden zwischen den Basaltkuppen Ittersberg (Nordosten), Schanzenkopf (Südosten), Mader Stein (Südwesten) und Lamsberg (Norden). Ein Wegweiser in Maden zeigt den Weg zur Mader Heide. In Gudensberg erinnert ein Straßenname an die historische Stätte.
Östlich an der Mader Heide vorbei verläuft in allgemeiner Nordost-Südwest-Richtung der Abschnitt Deute–Niedervorschütz der Bundesstraße 254. Von ihr zweigt südlich des Schanzenkopfs die Kreisstraße 9 in Richtung Westen nach Maden ab.

## Geschichte
Für die Gegend um die Mader Heide ist ab dem 5. Jahrtausend v. Chr. bis in das Endneolithikum eine menschliche Besiedelung anhand von Keramik, Grabhügeln und Steinwerkzeugen belegt. Für die frühe und mittlere Bronzezeit liegen keine Funde vor, sie setzen jedoch am Übergang zur Eisenzeit mit Nachbestattungen der Hallstatt- und Latènezeit wieder ein. Auch nach dem Vordringen der Chatten nach Nordhessen war die Gegend, wohl wegen ihrer Fruchtbarkeit, ein wichtiges Siedlungsgebiet. Die oft geäußerte Annahme, dass der von Tacitus in seiner Germania beschriebene, von Germanicus im Jahre 15 n. Chr. zerstörte chattische Hauptort Mattium auf der Mader Heide lag oder mit ihr identisch war, lässt sich nicht belegen. Es wird jedoch angenommen, dass die Mader Heide bereits zu germanischer Zeit bis zur Zeit des fränkischen Hessengaus und der daraus hervorgegangenen späteren Grafschaft Maden als Kult- und Thingplatz genutzt wurde.
1247 ließ Sophie von Brabant ihren dreijährigen Sohn Heinrich, Enkel der Heiligen Elisabeth von Thüringen, auf der Mader Heide von Vertretern des Deutschen Ordens und des hessischen Adels als rechtmäßigen Erben der ludowingischen Herrschaftsansprüche in Thüringen und Hessen bestätigen. Sie löste damit den thüringisch-hessischen Erbfolgekrieg aus.
1397 wurde die Malstätte folgendermaßen beschrieben: ... tzwene Morgin in dem Velde zu Maden gelegin vor Gudinsberg beneden dem Burgiln... (Letzteres bezieht sich auf die nahe Basaltkuppe des Gudensberger Bürgel).
Später wurde der Platz wiederholt als Versammlungsort für den Landtag genutzt. 1627 erzwangen die auf der Mader Heide versammelten hessischen Landstände von Landgraf Moritz die Übergabe der Regentschaft an seinen Sohn Wilhelm. Der letzte hessische Landtag auf der Mader Heide fand 1654 statt. 2015 wurde ein nachempfundener Thingplatz am Schanzenberg angelegt.

## Archäologische Funde

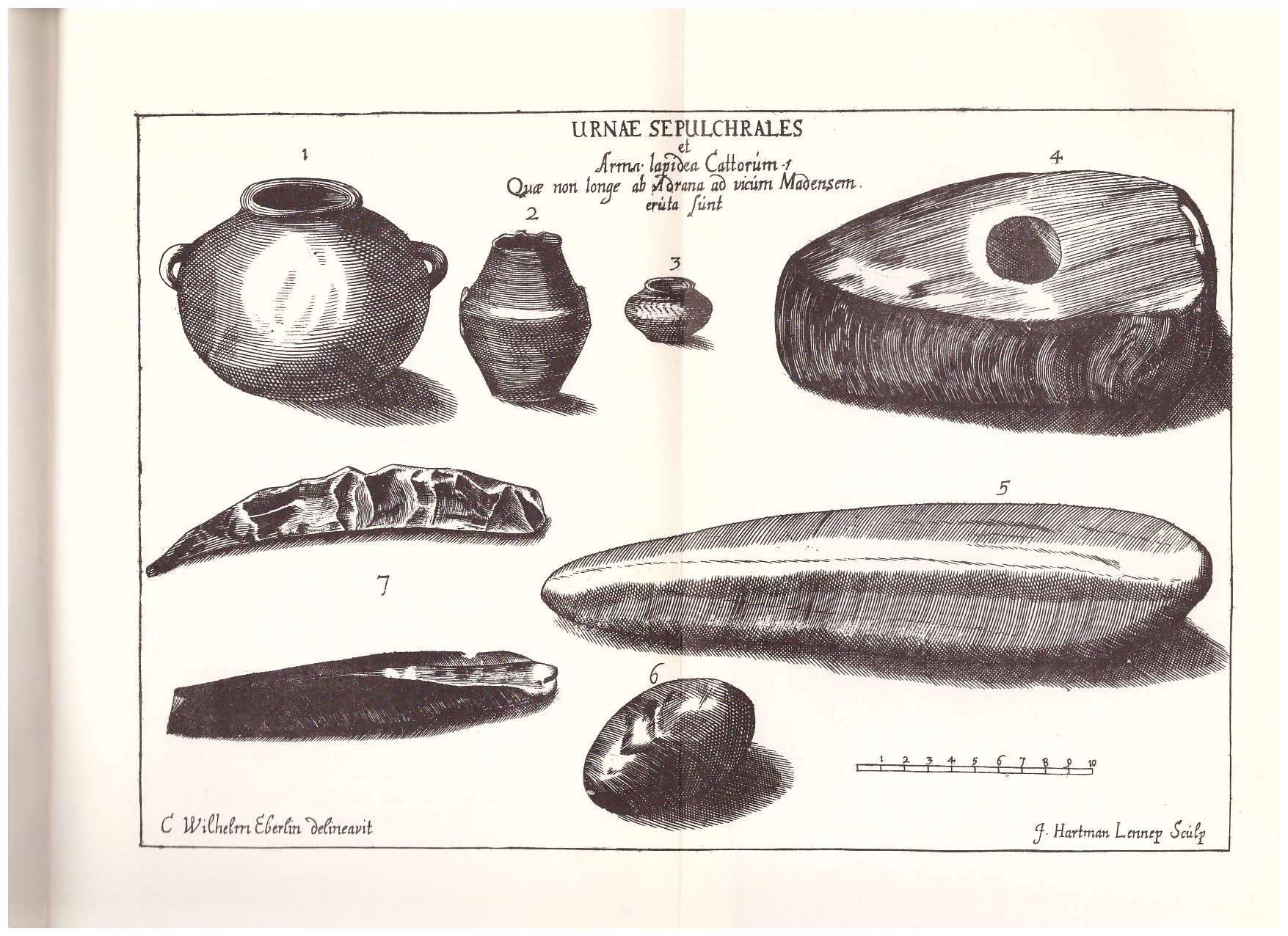
Archäologische Funde der Grabung Landgraf Karls I. auf der Mader Heide 1708

1709 ließ Landgraf Karl Hügelgräber auf der Mader Heide öffnen. Die Grabungen wurden von Johann Hermann Schmincke sorgfältig dokumentiert und in einer Dissertation beschrieben. Gefunden wurden zahlreiche vor- und frühgeschichtliche Artefakte wie Steinbeile und Körpergräber aus dem 3. Jahrtausend v. Chr. sowie Nachbestattungen des 1. Jahrtausends v. Chr. in Form von Urnen- und Körpergräbern mit Grabbeigaben.
Prof. Bremer grub 1923 die Reste zweier Häuser aus. Er fand auch zahlreiche Scherben sowie einige zertrümmerte menschliche Schädel. In einer Türschwelle befand sich das Skelett eines in Hockerstellung eingegrabenen Mannes. 1925 entdeckte man die Reste einer dritten Hütte.
Südlich der Mader Heide, zwischen Gudensberg und Maden, wurden 6 Skelette frühbäuerlicher Kulturen entdeckt.
Insgesamt erstreckt sich der Fundhorizont im direkten Umfeld der Mader Heide von der Rössener Kultur über die Michelsberger Kultur bis zur Wartberg-Gruppe und der endneolithischen Becherkultur. Von der frühen Bronzezeit bis zur älteren Eisenzeit (Ha C) setzen die Funde aus. Von der germanischen Zeit bis in die Gegenwart kann von einer ununterbrochenen Besiedlung ausgegangen werden.

## Literarische Erwähnung
Wilhelm Ide erwähnt die Mader Heide in seiner Erzählung Das Rote Haus:

„Wo die alte Straße die Höhe erreicht und die vierundzwanzig Deuter Tannen im Kreise stehen, dehnt sich auf dem breiten Rücken des Wolfsberges die heilige Heide.“